# جمعية حماية الأطفال الذين لم يولدوا بعد
جمعية حماية الأطفال الذين لم يولدوا بعد هي منظمة مناصرة للحياة في المملكة المتحدة من مهامها معارضة الإجهاض، والانتحار بمساعدة الغير ومجهضات تحديد النسل.كما أنها تتخذ موقفاً ضد زواج المثليين.

## بيانات عامة
في عام 2008، أشادت بالكاردينال ألفونسو لوبيز تروخيو-رئيس المجلس البابوي للأسرة، بمناسبة وفاة الكاردينال.

## الزواج
عارضت الجمعية زواج المثليين.

## وصلات خارجية
- Society for the Protection of Unborn Children, UK